# Vădastra
Vădastra es una comuna ubicada en el distrito de Olt, Rumania.

## Superficie
Posee una superficie de 21,42 kilómetros cuadrados.

## Demografía
Hasta 2021 la población era de 1212 habitantes, con una densidad de población de 56,58 habitantes por kilómetro cuadrado.